# 医療生活協同組合健文会
医療生活協同組合健文会（いりょうせいかつきょうどうくみあいけんぶんかい）は、山口県宇部市に本部を置く生活協同組合（医療生協）である。
全日本民主医療機関連合会（民医連）加盟法人。

## 組合員数・出資金
- 組合員数：18,655人（2021年4月30日現在）[2]
- 出資金：6億532万3,000円（2021年4月30日現在）[2]

## 宇部協立病院
本法人の拠点病院。
詳細は「宇部協立病院」

## 医科診療所・歯科診療所
- 生協上宇部クリニック（山口県宇部市海南町2番25号）

標榜診療科：内科 
- 生協小野田診療所（山口県山陽小野田市くし山1丁目17番20号）

標榜診療科：内科 消化器内科 （胃腸内科） 放射線科 
- 協立歯科（山口県宇部市五十目山町16番42号）

標榜診療科：歯科 小児歯科 
- 生協小野田診療所歯科（山口県山陽小野田市くし山1丁目17番20号）

標榜診療科：歯科、小児歯科
- 生協下関歯科（山口県下関市貴船町2丁目3番24号）

標榜診療科：歯科、小児歯科

## 介護事業所
- 協立在宅介護支援センター（山口県宇部市末広町1番13号）
- 虹の居宅介護支援事業所（山口県山陽小野田市くし山1丁目34番7号）
- 協立デイサービスげんき（山口県宇部市末広町1番13号）
- 協立デイサービスふじやま（山口県宇部市東平原2丁目9番8号）
- リハビリデイサービスたんぽぽ（山口県山陽小野田市くし山1丁目17番20号）
- 虹の訪問看護ステーション（山口県宇部市五十目山町16番41-1号）
- 虹の訪問看護ステーション山陽小野田（山口県山陽小野田市くし山1丁目34番7号）
- 虹の訪問看護ステーション東岐波（山口県宇部市東岐波5637番地8）
- ヘルパーステーションはばたき（山口県宇部市五十目山町16番41-1号）
- 協立グループホームかいなん（山口県宇部市海南町5番14号）
- 南部第1高齢者総合相談センター（山口県宇部市東芝中町4番45号 柏ビル101号）

## その他事業所
- 協立こぐま保育園（山口県宇部市末広町1番6号）